# Свети Георги (Елевтерохори)
Вижте пояснителната страница за други значения на Свети Георги.
„Свети Георги“ (на гръцки: Αγίου Γεωργίου) е възрожденска православна църква в гревенското село Климатаки (Дурвунища), Егейска Македония, Гърция, част от Гревенската епархия на Вселенската патриаршия.
- Икони от храма
- „Тома Неверни“, последната четвърт на XVIII – първата четвърт на XIX век
- „Възнесение Господне“, последната четвърт на XVIII – първата четвърт на XIX век
- „Отсичане на главата на Свети Йоан Предтеча“, последната четвърт на XVIII – първата четвърт на XIX век
- „Въздвижение на Свети кръст“, последната четвърт на XVIII – първата четвърт на XIX век
- „Рождество Богородично“, последната четвърт на XVIII – първата четвърт на XIX век
- „Кръщение Господне“, последната четвърт на XVIII – първата четвърт на XIX век